# 제천 고산사 석조관음보살좌상
제천 고산사 석조관음보살좌상(堤川 高山寺 石造觀音菩薩坐像)은 충청북도 제천시 덕산면, 와룡산의 고산사 응진전에 모셔진 조선시대의 관음보살상이다. 1998년 12월 31일 충청북도의 유형문화재 제194호로 지정되었다.

## 개요
충청북도 제천시 덕산면 와룡산의 고산사 응진전에 모셔진 관음보살상이다.
사찰에 1920년대에 제작한 중수 기록이 있는데, 이 기록에 의하면 신라말 고려초에 도선국사가 창건한 절로 나타난다. 그러나 절에서 발견되는 기와조각, 청자조각 등은 고려와 조선의 유물들이어서 확실하지 않다.
응진전에 모셔진 관음보살상은 조선 중기에 만든 것으로 추정된다. 머리에 매우 정제된 보관(寶冠)을 쓰고 있으며, 얼굴과 몸체의 각 부분도 균형미가 보인다. 다만 양 어깨가 위축되고 턱이 크게 숙여지는 등의 모습이 드러나는데, 이는 조선 후기의 불상 양식을 지닌 탓이다.

## 같이 보기
- 고산사

## 참고 자료
- 제천 고산사 석조관음보살좌상 - 국가유산청 국가유산포털